# 앗치무이테호이
앗치무이테호이(あっちむいてホイ 앗치무이테호이[*])는 가위바위보에서 파생한 놀이이다. 대한민국의 참참참과 같은 놀이이다. 

## 개요
먼저, 두 사람이 가위바위보를 한다. 그리고 'あっち向いてホイ!'의 구호와 함께 진 사람은 상하좌우의 어느 한쪽으로 얼굴을 향하며, 이긴 사람은 상하좌우의 어느 한쪽을 가리킨다. 얼굴 방향과 손이 가리킨 방향이 같으면 손으로 가리킨 사람이 이기게 되며, 같지 않을 경우에는 다시 가위바위보를 한다. 
원래는 기온의 접대 놀이로 만담가인 6대 카츠라 분시가 《영 오~!오~!》(ヤングおー!おー!)에서 소개해서 하나마치 이외로 퍼졌다고 한다. 1972년경부터 하기모토 긴이치가 《스타 탄생!》의 심사 결정까지의 임시 코너로 시행되며(‘こっちむいてホイ! 콧치무이테호이[*]→이쪽 봐라 호이!’ 구호로 행했다), 전국적으로 유명해졌다. 
그 후, 《NTV 홍백가의 베스트 텐》의 ‘수영장 대회’ 시에 수영장 위에서 다리 위에서 하거나(진 가수는 즉시 수영장으로 떨어짐), 《프로포즈 대작전》의 중간 코너로 ‘스타가 도전! 저쪽 봐라 호이’(スターが挑戦!アッチャムイテホイ)로 이름이 붙여지며 그 화의 게스트 가수가 번화가에서 하고 했으며 ,그리고 1996년의 연말 특집 방송 《홍백 따위는 날려버려 그런 당신도 축제야 '96 오미소카 스페셜》(紅白なんてブッ飛ばせ そんなアナタもお祭りちゃん '96大晦日スペシャル)에서는 전년까지 해서 비판을 받은 ‘야구권’을 대신해서 5시간 15분이나 저쪽 봐라 호이를 하며, 더구나 하기 전에는 반드시 춤을 추고나서 했다. 최근에는 TV 애니메이션 《짱구는 못말려》에서 2013년 10월부터 데이터 방송을 사용한 ‘동서남북 저쪽 봐라 호이’(東西南北あっち向いてホイ)(2015년 10월부터는 ‘동서남북 HIP으로 YO!’(東西南北HIPでYO!)가 행해졌다. 《아이돌링!!!》(2015년 방송 종료)에서는 ‘あっち向いてパイ!!!’라고 제목이 지어졌으며, 지면 파이를 맞는 게임이 행해졌다. 
이 놀이를 테마로 한 1시간 스페셜 방송이 제작된 적이 있다.또, 뇌의 움직임 구조로 상대의 손가락의 움직임에 넘어가지 않기 위해서는 시각 정보에 반하는 운동(충동성 안구 운동)을 하는 것이 필요하지만 이것들에는 시상으로부터의 명령이 중요한 역할을 한다는 연구 결과가 홋카이도 대학 의학 연구과 준교수인 타나카 마이키 등에 의해서 2010년에 발표됐다.